# 事件だるま
事件だるま（じけんだるま）は、前橋観光コンベンション協会から毎年一回警視庁捜査第一課に贈呈されるだるまの通称である。

## 概要
1961年（昭和36年）から1969年（昭和44年）にかけて、警視庁を舞台としたテレビドラマ『七人の刑事』が放送されるが、同作に登場する小料理屋「ひさごや」にだるまが飾られていたことや、出演者の天田俊明が群馬県立前橋高等学校出身であることが縁となり、前橋市観光協会（現・前橋観光コンベンション協会）は安全祈願・事件解決を願って捜査第一課にだるまを贈呈した。最初の贈呈が行われた時期については「遅くとも昭和40年代」（1965年 - 1974年）とも「1965年頃」とも言われる。
捜査第一課の課長室と執務室に1年間飾られただるまは、12月の「目入れ式」で課長らが目を入れ、その年に解決した事件のうち特に社会的影響が大きいものを選んで背中側に記入する。2023年の事件だるまには、恒心教による爆破予告やルフィ広域強盗事件も記入された。朝日新聞の報道によると書道有段者の捜査員が書いているとのこと。その翌週の「返納式」で前橋市役所に返納されるまでが毎年12月の恒例となっている。翌年の1月、前橋市役所に展示されたのち、前橋八幡宮（前橋市本町）でお焚きあげを行い、供養される。